# Талабенец

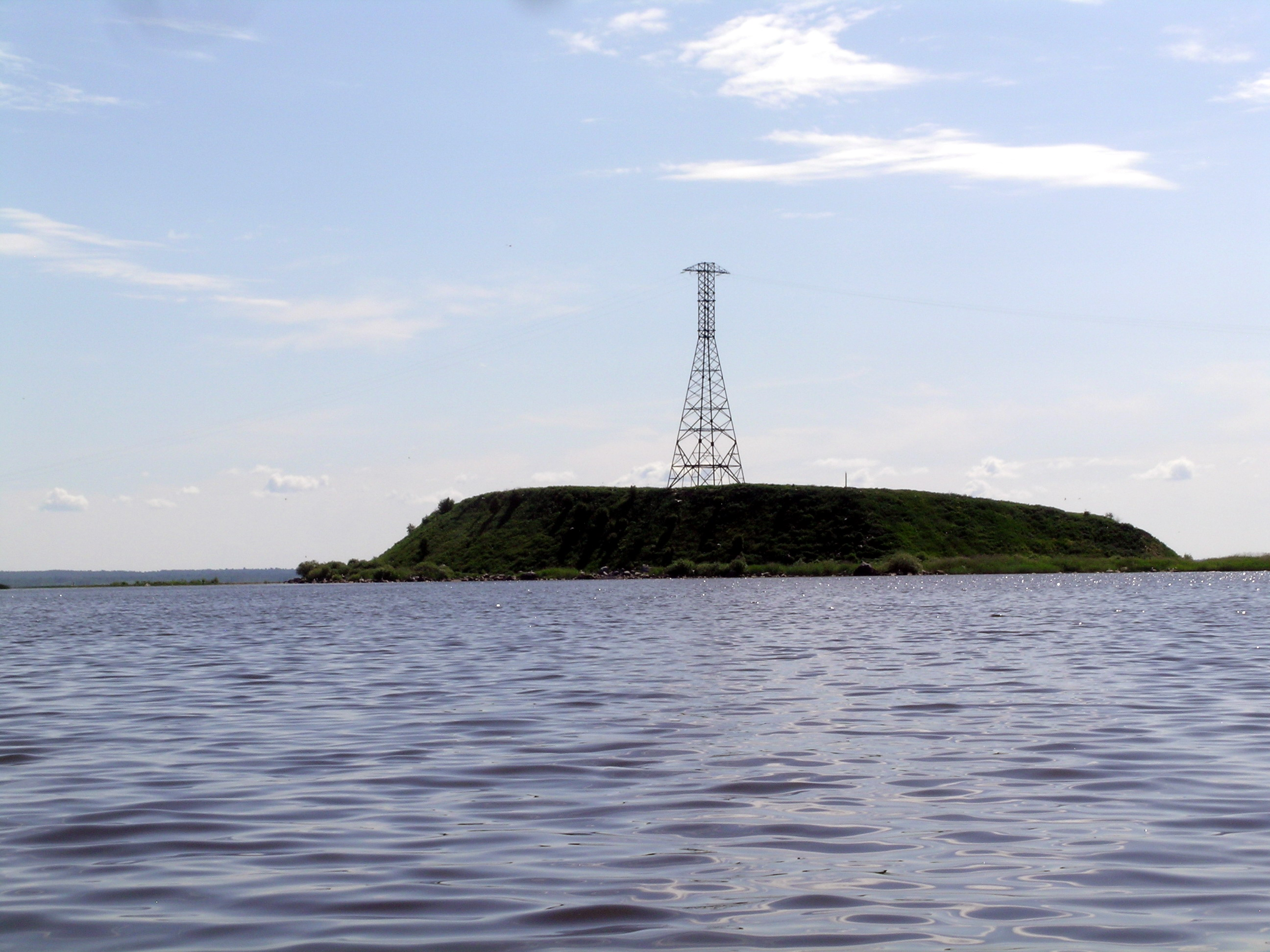
Остров Талабенец

Талабенец — один из островов архипелага Талабские острова в восточной части Псковского озера.
Средний по расположению (между Талабском к востоку и Верхним к западу), самый маленький по площади территории, которая составляет 0,07 км² (или 7 га), и самый высокий из них (49 м). Населённых пунктов на острове нет.
Административно относится к Псковскому району и входит в межселенную территорию Залитских островов.